# Ørsted (Norddjurs)
Ørsted is een plaats in de Deense regio Midden-Jutland, gemeente Norddjurs, en telt 1535 inwoners (2007).